# Jitsu wa Watashi wa
Jitsu wa Watashi wa (実は私は, lit. "Na verdade, eu...") é uma série de mangá escrita por Eiji Masuda. Ela foi serializada na Weekly Shōnen Champion de 31 de janeiro de 2013 a 16 de fevereiro de 2017. Em fevereiro de 2017, a série foi coletada em 22 volumes tankōbon. Uma adaptação em anime foi exibida em julho de 2015, e transmitida simultaneamente pela Crunchyroll no Brasil.

## Enredo
A comédia romântica gira em torno de Asahi Kuromine, um jovem estudante que tem uma queda por uma linda garota chamada Yoko Shiragami. Um certo dia, Asahi acaba descobrindo que Shiragami é na verdade uma vampira. Asahi não é bom em manter segredos, mas ele fica determinado a manter o segredo de Shiragami de qualquer maneira.

## Anime
Uma adaptação em anime de "Jitsu wa Watashi wa" foi exibida entre julho e 28 de setembro de 2015. O tema de abertura é "Himitsu o Chōdai" (ひみつをちょーだい) por Ars Magna e o tema de encerramento é "Ienai Ienai" (言えない言えない) por Hilcrhyme.